# Keko Gontán
Sergio Gontán Gallardo (Brunete, Madrid, España, 28 de diciembre de 1991), conocido futbolísticamente como Keko, es un futbolista español. Juega de centrocampista.

## Carrera

### Atlético de Madrid y cesiones
Producto de las categorías inferiores del Atlético de Madrid, debutó en Copa del Rey ante el Orihuela el 28 de octubre de la mano de Javier Aguirre, convirtiéndose así en el jugador más joven en debutar oficialmente con el Atlético de Madrid.
Hizo su debut con el primer equipo en Primera División el 12 de septiembre de 2009, entrando al campo como sustituto de Sinama-Pongolle en el minuto 63 en el empate 1-1 en casa contra el Racing de Santander, con apenas 17 años. En declaraciones al Diario AS después del partido, dijo: "La verdad es que siempre he soñado con jugar en este estadio, a pesar del empate, es un sueño hecho realidad yo no pienso en las protestas sobre el partido, y solo quería marcar. Espero tener más oportunidades, pero tengo que estar tranquilo y ver qué decide el entrenador".
A finales de enero de 2010 fue cedido al Real Valladolid C. F. hasta el final de la temporada. Hizo su debut con su nuevo equipo ante el Valencia C. F.
Dividió la campaña 2010-11 con dos equipos de la Segunda División en calidad de cedido, el F. C. Cartagena y el Girona F. C., apareciendo en 29 partidos.

### Catania
El 19 de julio de 2011, después de que no renovara su contrato con el Atlético de Madrid, completó una transferencia al Calcio Catania de Italia, firmando un contrato de tres años y después de ser galardonado con la camiseta número 15 en el club siciliano. 
El 7 de enero de 2012, sin embargo, junto con su compañero Fabio Sciacca, fue cedido al club de la Serie B U. S. Grosseto F. C.
Marcó en su debut en la Serie A en una victoria 2-1 sobre el Parma F. C.

### Regreso a España
El 28 de agosto de 2014 firmó un contrato de un año con el Albacete Balompié, recién ascendido a la Segunda división. Jugó una única temporada, destacando su doblete en una victoria 3-2 ante la U. E. Llagostera el 21 de mayo de 2015 que confirmó la permanencia del club.
El 9 de julio de 2015 se trasladó a la S. D. Eibar, después de haber aceptado un contrato de dos años. Debutó en la victoria en la primera jornada por 1-3 ante el Granada C. F., y anotó su primer gol el 30 de diciembre, en la victoria por 2-0 en casa ante el Sporting de Gijón.
Tras un año en el País Vasco, el 22 de junio de 2016 el Málaga C. F. anunció su incorporación para las siguientes cuatro campañas. En la temporada 2017-18 descendió con el equipo a Segunda División.
En la temporada 2018-19 regresó al Real Valladolid en calidad de cedido.
En el mercado invernal de fichajes de la temporada 2019-20, fichó por el Deportivo de La Coruña hasta 2022. Tras finalizar la temporada 2020-21, rescindió su contrato quedando como agente libre debido a su elevado salario para competir en Primera División RFEF.

### Estados Unidos
Estuvo cuatro meses sin equipo después de su marcha del equipo coruñés, hasta que el 11 de enero de 2022 se confirmó su llegada a los Estados Unidos para jugar en el Sacramento Republic F. C.

## Selección nacional
Ha sido internacional con la selección española en las categorías inferiores sub-16, sub-17, sub-18, sub-19 proclamándose campeón de Europa con la selección española sub-17 en el torneo celebrado en Turquía en 2008 y subcampeón de Europa con la selección española sub-19, en la que ejercía como capitán en el torneo celebrado en Francia en 2010.

## Clubes
| Temporada       | Equipo                       | País            | Partidos | Goles |
| --------------- | ---------------------------- | --------------- | -------- | ----- |
| 08/09           | Atlético de Madrid B         | España          | 15       | 4     |
| 08/09           | Atlético de Madrid           | España          | 2        | 0     |
| 09/10           | Atlético de Madrid B         | España          | 14       | 5     |
| 09/10           | Real Valladolid              | España          | 16       | 2     |
| 10/11           | Girona FC                    | España          | 14       | 0     |
| 10/11           | FC Cartagena                 | España          | 15       | 0     |
| 11/12           | US Grosseto FC               | Italia          | 14       | 3     |
| 11/12           | Calcio Catania               | Italia          | 4        | 0     |
| 12/13           | Catania                      | Italia          | 17       | 2     |
| 13/14           | Catania                      | Italia          | 20       | 3     |
| 14/15           | Albacete Balompié            | España          | 35       | 7     |
| 15/16           | SD Eibar                     | España          | 32       | 4     |
| 16/17           | Málaga CF                    | España          | 22       | 0     |
| 17/18           | Málaga CF                    | España          | 21       | 0     |
| 18/19           | Real Valladolid              | España          | 29       | 2     |
| 19/20           | Málaga CF                    | España          | 7        | 0     |
| 20/21           | R. C. Deportivo de La Coruña | España          | 24       | 2     |
| 2022-2023       | Sacramento Republic F. C.    | Estados Unidos  |          |       |
| Toda su carrera | Toda su carrera              | Toda su carrera | 301      | 34    |